# Бейт-ха-Керем

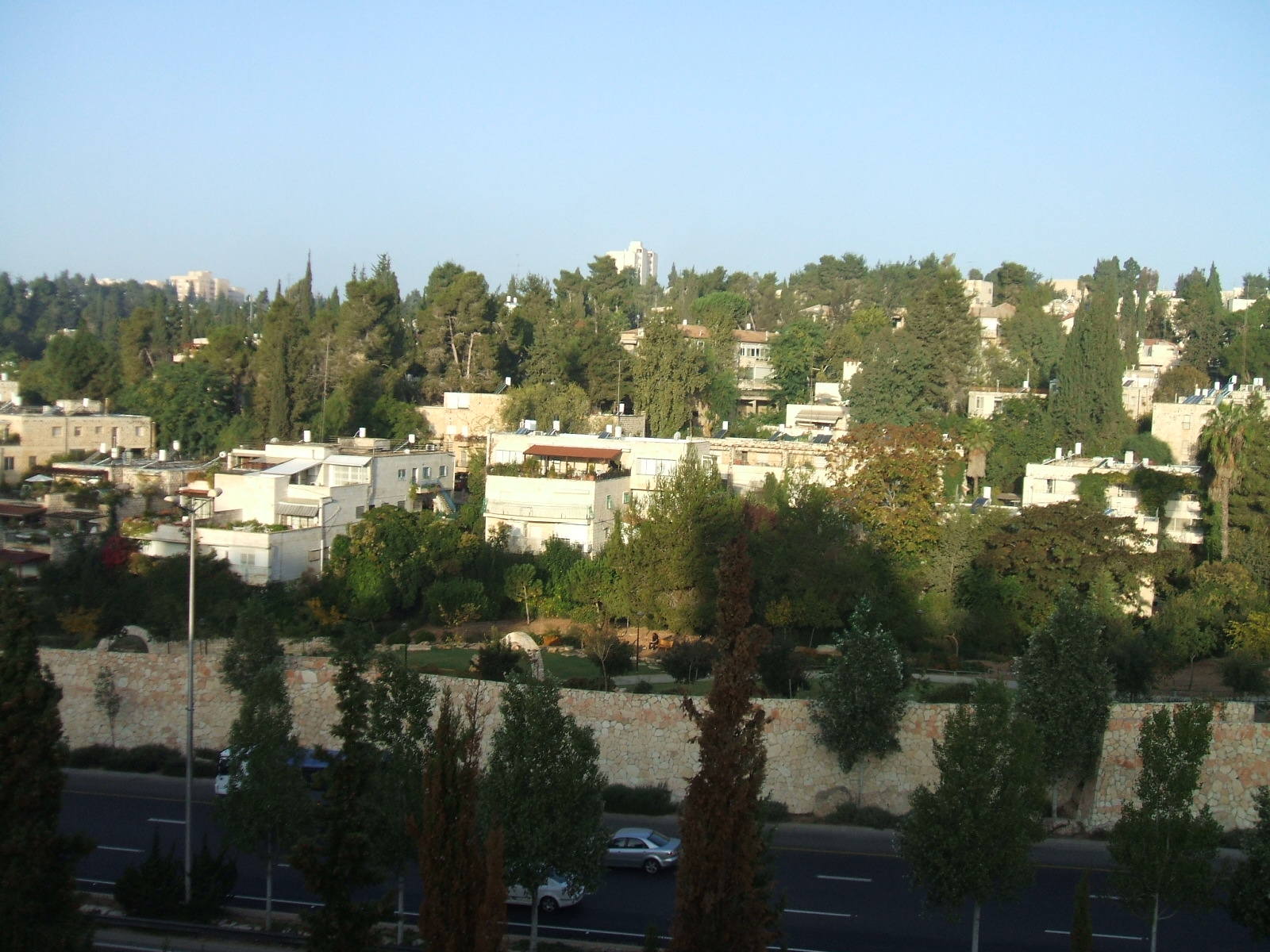
Бейт-ха-Керем, вид с востока (внизу проходит Шоссе Бегин)

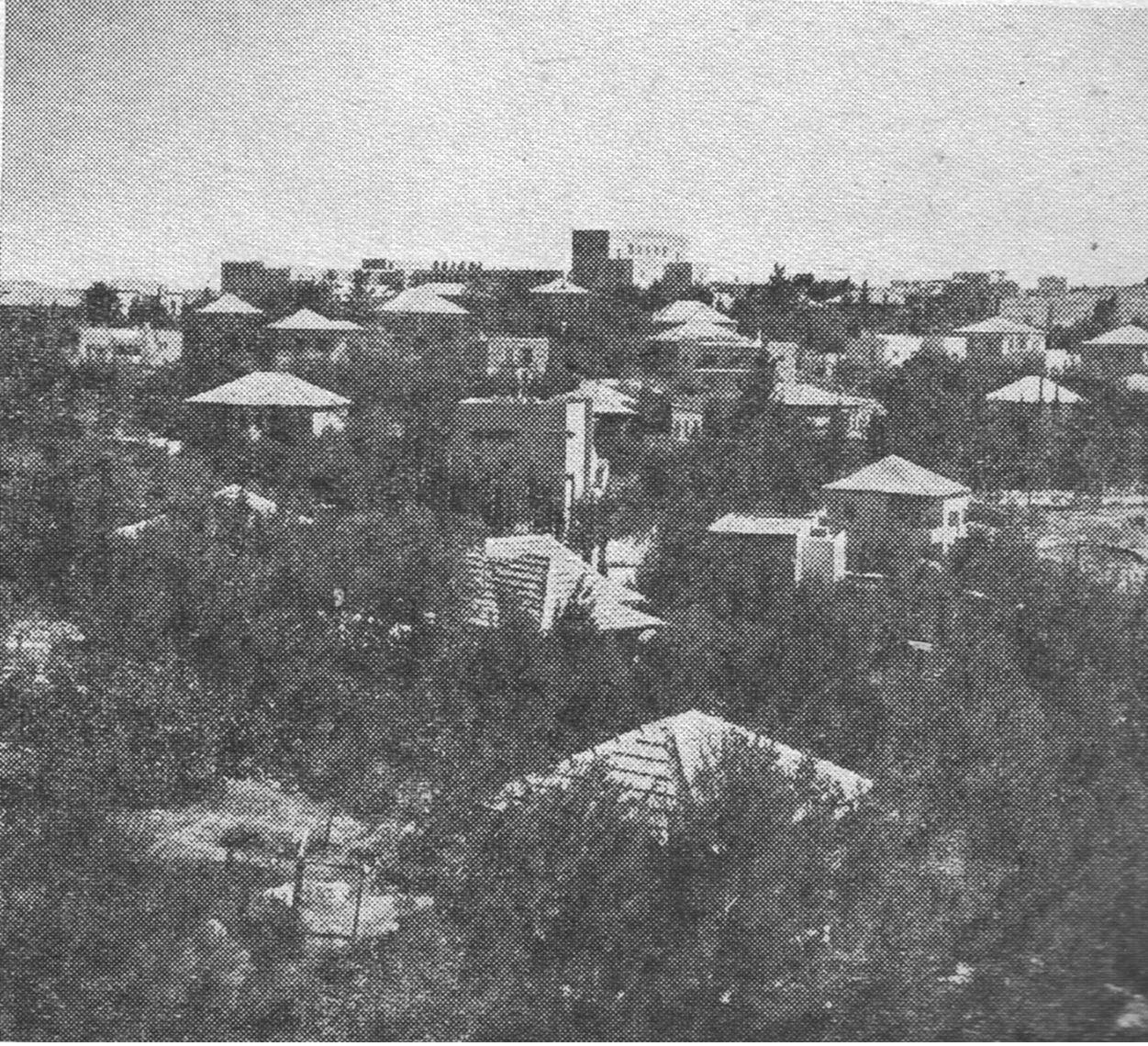
Вид на окрестности Бейт-ха-Керем в 1943 году. Историческое здание на горизонте — семинария для учителей Давида Елина

Бейт-ха-Керем (ивр. בית הכרם‎, дословно «Дом в винограднике») — старый район в западной части Иерусалима. На севере район граничит с районом Кирьят-Моше, на западе — с кварталом Яфе-Ноф, бульваром Герцля и Иерусалимским лесом, на юге — с Рамат-Бейт-ха-Керем, а на востоке — с шоссе Бегин и Гиват-Рамом. Район назван в честь библейского посёлка Бейт-Ха-Керем, который, возможно, находился в сегодняшнем районе Эйн-Керем. Эта библейская местность упоминается в книге Неемии (3:14): «А ворота Навозные чинил Малхия, сын Рехава, начальник Бефкаремского округа: он построил их и вставил двери их, замки их и засовы их».
До построения этого района некоторые из его основателей жили в центре Иерусалима, в районе, где в наше время находится улица Гиллеля. Этот район также назывался «Бейт-ха-Керем» («Дом в винограднике»), из-за деревьев и садов, которые его окружали. Вполне возможно, что это имя новосёлы принесли с собой и назвали так новый район.

## История
В 1920 году основатели района, иммигранты Второй алии, в своё время приехавшие в Эрец Исраэль из Восточной и Центральной Европы, присоединились к «Союзу строителей домов». Название района было предложено поэтом Иегудой Кадишем Силманом. Год спустя при содействии Израильской компании по освоению земель основатели приобрели у греческой православной церкви 280 дунамов к западу от Иерусалима. 148 членов союза хотели в модном тогда стиле «город-сад» построить здесь дома и насадить вокруг домов сады. Архитектор Рихард Кауфман, спроектировал район, приспособив расположение домов к холмистой местности купленного участка. По плану был предусмотрен проспект-сад, пересекавший район с севера на юг и расходящиеся от него улицы. Застройка района началась в 1922 году.
Принципами «Союза строителей домов» были покупка земли на средства членов Союза, отрицание государственного финансирования, использование при строительстве еврейского труда и покупка крупных земельных участков (от полутора дунамов). Некоторые семьи основали на своих больших дворах подсобные хозяйства.
Есть мнение, что из-за сугубо светского характера будущего района, в первоначальном уставе было записано, что в нём не будет построена синагога. Но ни в одном варианте устава «Союза строителей домов» такого положения нет. Согласно уставу, был создан совет, «который должен прилагать усилия, направленные на создания в районе зданий общественного назначения, необходимых в каждом еврейского квартала, и который обязан отметить участки, необходимые для таких зданий, прежде чем участки будут распределены среди членов союза». Явной ссылки на необходимость строительства синагоги здесь нет, но не имеется также и возражений против такого строительства и, более того, возможно, слова о зданиях общественного назначения, необходимых в каждом еврейском квартале намекают именно на синагогу[что?]. Сегодня в районе имеется несколько синагог, и среди них центральная, на улице Бейт-ха-Керем.
В период британского мандата только 105 членов «Союза строителей домов» из 148 построили свои дома в Бейт-ха-Кереме. К 1924 году в этом районе уже было построено 29 домов, а к 1927 году их число возросло до 67. Строила дома в районе и прокладывала здесь дороги компания общественных работ, которая позже стала называться Солель Бонэ, и стала одной из крупнейших строительных компаний в Израиле. Таким образом, строительство Бейт-ха-Керем стало первым проектом этой компании.

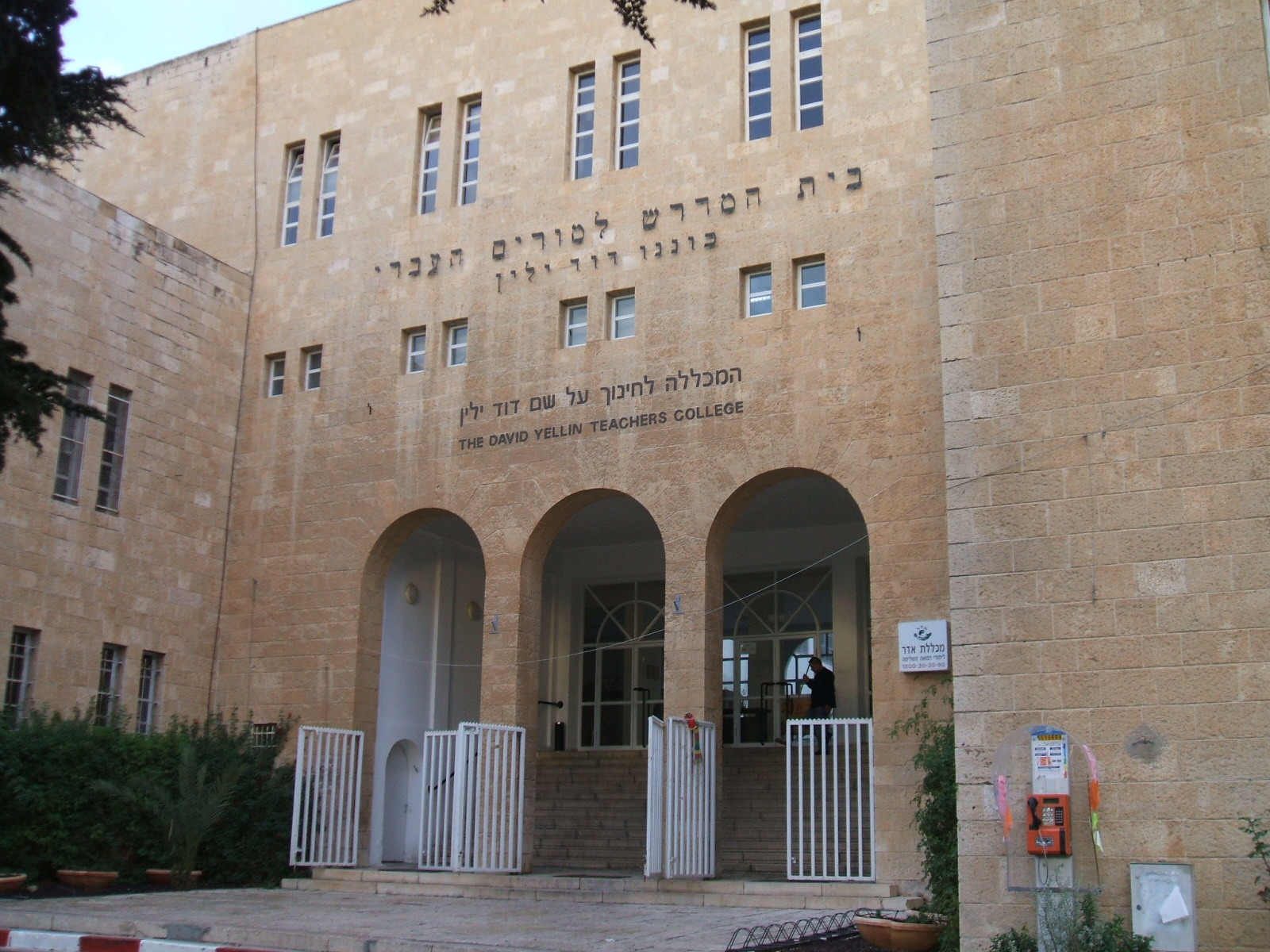
Педагогический колледж имени Давида Елина

Район Бейт-ха-Керем населяли в основном представители среднего класса: учителя, клерки и писатели. Национальный поэт Х. Н. Бялик тоже приобрёл здесь участок для строительства дома, но, в конце концов, он решил посадить на своей земле рощу. Остатки «рощи Бялика» до сих пор сохраняются в районе. В центре района находилась «Семинария учителей иврита», основанная Давидом Елином. В настоящее время в этом здании размещается педагогический колледж имени Давида Елина.
Построенный Бейт-ха-Керем (точно так же, как и другие районы-новостройки Тальпиот и Макор-Хаим) был изолирован от центра города и близлежащих арабских деревень Дейр-Ясин и Эйн-Керем. Необходимость связать окраинные районы с Иерусалимом положило начало общественному транспорту в регионе, а также возникновению транспортного кооператива «Ха-Мекашер», на основе которого возник впоследствии автобусный кооператив «Эгед».
Поскольку район находился вдали от Иерусалима и был окружён арабскими деревнями буквально с момента возникновения здесь возникли проблемы с безопасностью и охраной. Уже когда «Союз строителей домов» приобрёл землю для строительства, Иерусалимский исламский вакф заявил свои права на эту землю и организовал демонстрации, которые препятствовали строительству. Кроме того, в окрестностях района регулярно происходили кражи и случайные нападения на отдельных людей. В 1929 году во время беспорядков район подвергся нападению жителей соседних деревень. Для защиты от разбойников на крыше учительской семинарии был установлен пост охраны, которая расстреляла нападавших, вооружённых жителей деревни Дейр-Ясин. Во время Арабского восстания в 1936—1939 годах в некоторых крайних домах района были построены оборонительные позиции. Несмотря на это, арендная плата в районе была относительно высокой по сравнению с другими районами на периферии Иерусалима.
После создания государства Израиль жители района хотели остаться независимым районом, частью регионального совета, который включал бы все независимые районы в Западном Иерусалиме. Однако о требованию мэра Иерусалима Даниэля Остера министр внутренних дел Моше Хаим Шапира назначил комиссию, которая постановила включить Бейт-ха-Керем и другие раннее самостоятельные посёлки в состав Иерусалим, чтобы расширить муниципальные границы города. По рекомендации этой комиссии, 21 сентября 1949 года Бейт-ха-Керем стал кварталом на западной окраине города. За прошедшие годы облик района изменился, он расширился, здесь было построено много высотных зданий.

## Старый дом районного совета

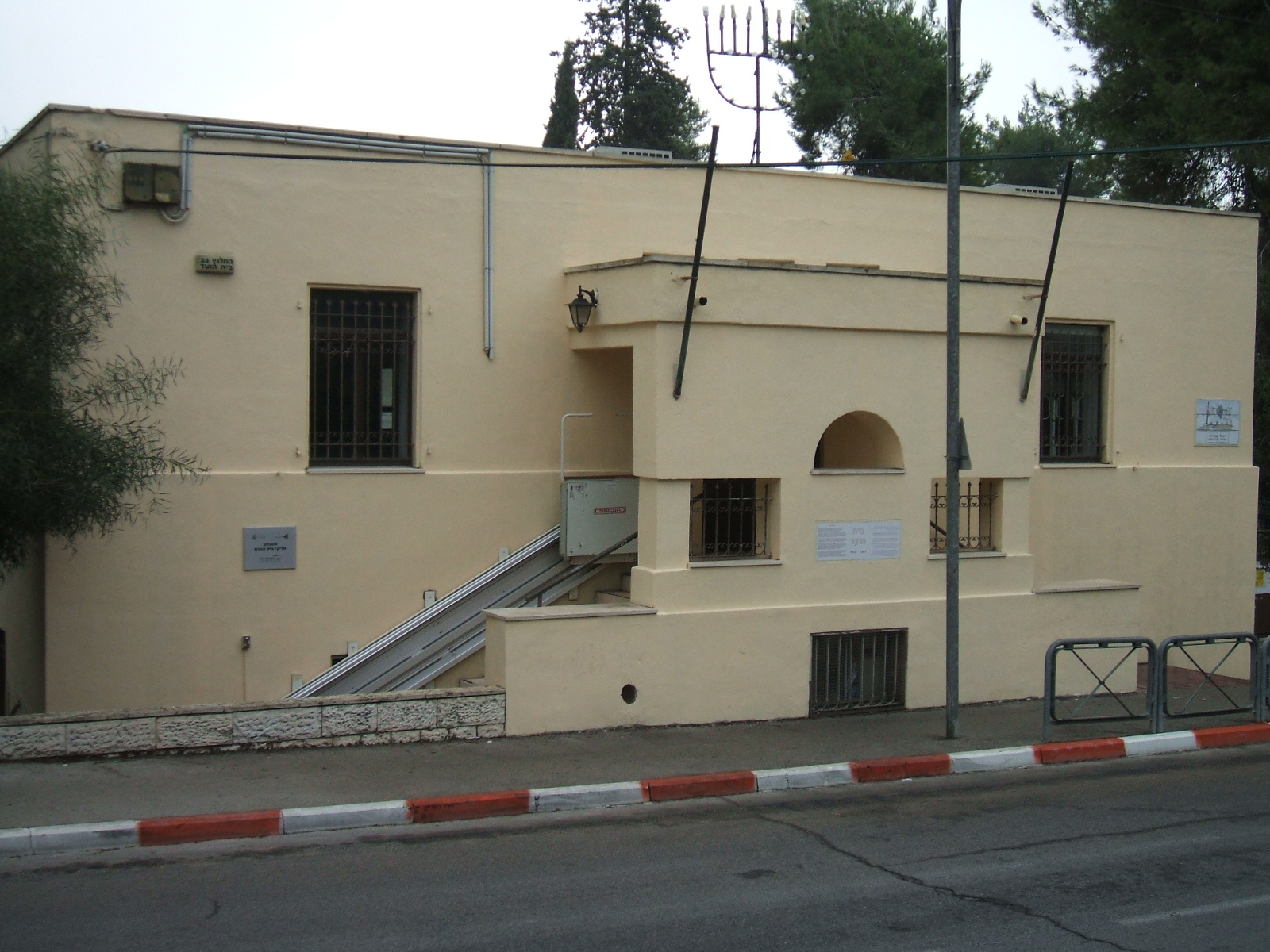
Старый Дом районного совета («Бейт ха-ваад»), ныне — клуб и кафе

Через три года после создания района в 1925 году был заложен краеугольный камень для общественного здания на улице Хехалуц, которое должно было служить детским садом и школой. Вскоре здание стало центром общественной жизни района, в котором размещались офисы районного совета и проводились занятия, лекции, церемонии и многое другое. Кроме того, здание служило для раздачи почты, размещения гостей в окрестностях и даже для раздачи еды и топлива во время осады Иерусалима во время войны за независимость. После создания государства, когда Бейт-ха-Керем вошёл в состав Иерусалима, районный совет прекратил свою деятельность. В начале 1950-х годов здание было передано муниципалитету, и в нём размещались детский сад и продуктовый магазин.
В 1988 году муниципалитет решил снести старое здание. Но жители района выступили против разрушения этого исторического здания, и призывали создать в нём музей района. В ответ на требования жителей здание было отремонтировано и открыто в качестве общественного центра района в 1990 году.
Рядом со зданием районого совета стоит памятник погибшим в Войне за независимость.

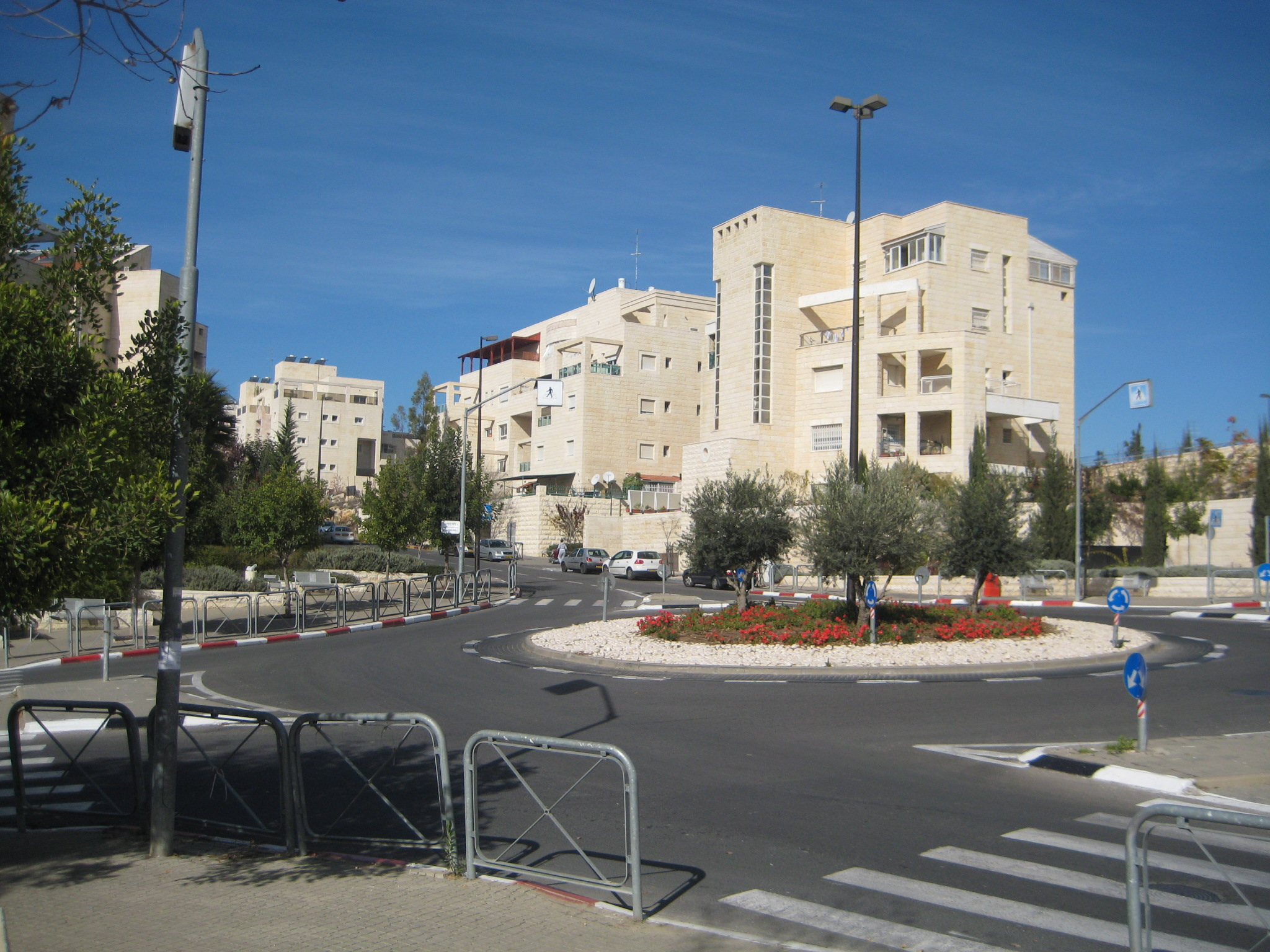
Новые дома в Рамат-Бейт-ха-Керем

## Бейт-ха-Керем сегодня
Бейт-ха-Керем сохраняет статус одного из самых востребованных и самых престижных районов в столице. Несмотря на свое центральное положение и на расширение строительства в городе, он оставался тихим кварталом с невысокой застройкой. Высокий спрос на жилье в этом районе привел к тому, что вокруг Бейт-ха-Керем были созданы престижные кварталы многоэтажной застройки Яфе-Ноф) и Рамат-Бейт-ха-Керем, которые вместе составляют «Большой Бейт-ха-Керем». В этих кварталах проживает около 20 000 человек, большинство из которых светские. Социально-экономический уровень жизни в районе соответствует высоким стандартам. Здесь жили премьер-министры Менахем Бегин, Биньямин Нетаньяху и Эхуд Ольмерт. Здесь проживают (по состоянию на май 2019 года) президент Реувен Ривлин, член Кнессета Бени Бегин и бывший мэр Иерусалима Нир Баркат.
Район имеет очень четкие границы. С северо-запада: Иерусалимский лес, с запада: Яфе-Ноф (граничащий с Иерусалимским лесом) и гора Герцля, с юго-запада: больница Шаарей-Цедек и сад Флори Шем-Тов на склонах Бейт-ва-Гана, а с юга: Гиват-Мордехай. К востоку от Бейт-ха-Керема находятся Гиват-Рам и шоссе, ведущее к бульвару Менахема Бегина, а к северу от Бейт-ха-Керема — Кирьят-Моше и Струнный мост.
На границе между Бейт-ха-Керем и Рамат-Бейт-ха-Керем расположен небольшой квартал под названием Гиват-Бейт-ха-Керем, а между Бейт-ха-Керем и Яфе-Ноф проходит бульвар Герцля.
Красная линия скоростной железной дороги в Иерусалиме, которая была открыта в 2011 году, проходит через Бейт-ха-Керем между горой Герцль и Кирьят-Моше. Несколько станций находятся вдоль бульвара Герцля.
Система образования в районе считается самой качественной и самой престижной в городе. В районе имеются 25 детских садов, четыре начальные и три средние школы (в том числе, средняя школа при Еврейском университете и средняя школа Зив). Среди высших учебных заведений в районе находятся учительский колледж имени Давида Елина, инженерный колледж Азриэли и кампус Гиват-Рам Еврейского Университета.
Несмотря на светский характер района, здесь также много синагог.